# Zoe Stein
Zoe Stein (2000) es una actriz española.

## Biografía
Zoe Stein nació en Barcelona en el año 2000, de padre alemán. Se formó en City Academy, con sede en Londres. A los 18 años, se mudó a Berlín para trabajar en teatro. Su actuación en el cortometraje Forastera de Lucía Aleñar de 2020 (que debutó en la Quincena de Realizadores de Cannes), le permitió conseguir un papel protagónico en el largometraje Mantícora (de 2022), obteniendo una nominación al Premio Goya a la Mejor Actriz Revelación por su interpretación de Diana.
Previo al estreno de la citada película de Carlos Vermut, Stein apareció en las series de televisión Merlí: Sapere aude, Besos al aire y La caza. Tramuntana, así como el rodaje de la serie de televisión La chica invisible, protagonizada por el personaje principal de Julia.

## Premios y nominaciones
| Año  | Premio                                                  | Categoría                  | Obra               | Resultado | Ref.   |
| ---- | ------------------------------------------------------- | -------------------------- | ------------------ | --------- | ------ |
| 2023 | 15° Premios Gaudí                                       | Mejor Actuación Revelación | Mantícora          | Nominada  | [ 7 ]  |
| 2023 | 78° Medallas del Círculo de Escritores Cinematográficos | Mejor Actriz Revelación    | Mantícora          | Nominada  | [ 8 ]  |
| 2023 | 37.ª edición de los Premios Goya                        | Mejor Actriz Revelación    | Mantícora          | Nominada  | [ 9 ]  |
| 2024 | 25.ª edición de los Premios Iris                        | Mejor Actriz               | La chica invisible | Nominada  | [ 10 ] |